# Pétillon
Pétillon – stacja metra w Brukseli, na linii 5. Znajduje się w gminie Etterbeek. Zlokalizowana jest pomiędzy stacjami Thieffry i Hankar. Została otwarta 20 września 1976. Stacja nosi imię majora Pétillon, belgijskiego pioniera kolonialnego, który zmarł w Etterbeek w 1909 roku. Stacja przeszła trwającą 18 miesięcy modernizację, kosztem 6,3 mln euro trwającą do kwietnia 2008 roku.
Stacja jest obsługiwana także przez linie tramwajowe numer 7 i 25.